# 가스미가세키 나들목
가스미가세키 나들목(일본어: 霞が関出入口, かすみがせきでいりぐち 가스미가세키데이리구치[*])는 일본 도쿄도 지요다구에 설치된 수도고속도로 도심 환상선의 23, 24번 교차로이다.
다니마치 방향의 출입구는 에도바시 기점 8.8km 지점에, 미야케자카 방향의 출입구는 에도바시 기점 9.2km 지점에 위치하고 있다.

## 구조물 정보
- 위치
  - 다니마치 방향 입구: 도쿄도 지요다구 가스미가세키 2초메
  - 다니마치 방향 출구: 도쿄 도 지요다 구 가스미가세키 3초메
  - 미야케자카 방향 출입구: 도쿄 도 지요다 구 나가타초 1초메
- 본선으로의 합류 및 본선에서의 분기 지점은 터널 안에 있다.
- 다니마치 방향의 출입구 표지판에는 가스미가세키(霞が関)만이 적혀있고, 미야케자카 방향의 출입구 표지판에는 히비야(日比谷), 한조몬(半蔵門)도 적혀있다.

## 접속하는 도로
- 롯폰기도리 (도쿄 도도 제412호선 가스미가세키 - 시부야 선)

## 주변
- 가스미가세키 공관청가
- 헌정기념관
- 가스미가세키 역
- 국회의사당앞역

## 인접 교차로
- 수도고속도로 도심 환상선
  - 이쿠라 나들목 - 다니마치 분기점 - 가스미가세키 나들목 - 미야케자카 분기점 - 다이칸초 나들목